# Solanum myosotis
Solanum myosotis är en potatisväxtart som beskrevs av Michel Félix Dunal. Solanum myosotis ingår i släktet skattor som ingår i familjen potatisväxter. Inga underarter finns listade i Catalogue of Life.